# Њухол (Ајова)
Њухол (енгл. Newhall) град је у америчкој савезној држави Ајова. По попису становништва из 2010. у њему је живело 875 становника.

## Демографија
Према попису становништва из 2010. у граду је живело 875 становника, што је -11 (-1.2%) становника више него 2000. године.
| Група             | 2000.       | 2010.       |
| Белци             | 880 (99,3%) | 853 (97,5%) |
| Афроамериканци    | 0 (0,0%)    | 9 (1,0%)    |
| Азијати           | 0 (0,0%)    | 3 (0,3%)    |
| Хиспаноамериканци | 6 (0,7%)    | 9 (1,0%)    |
| Укупно            | 886         | 875         |